# 2009年ブラジル・パラグアイ大停電

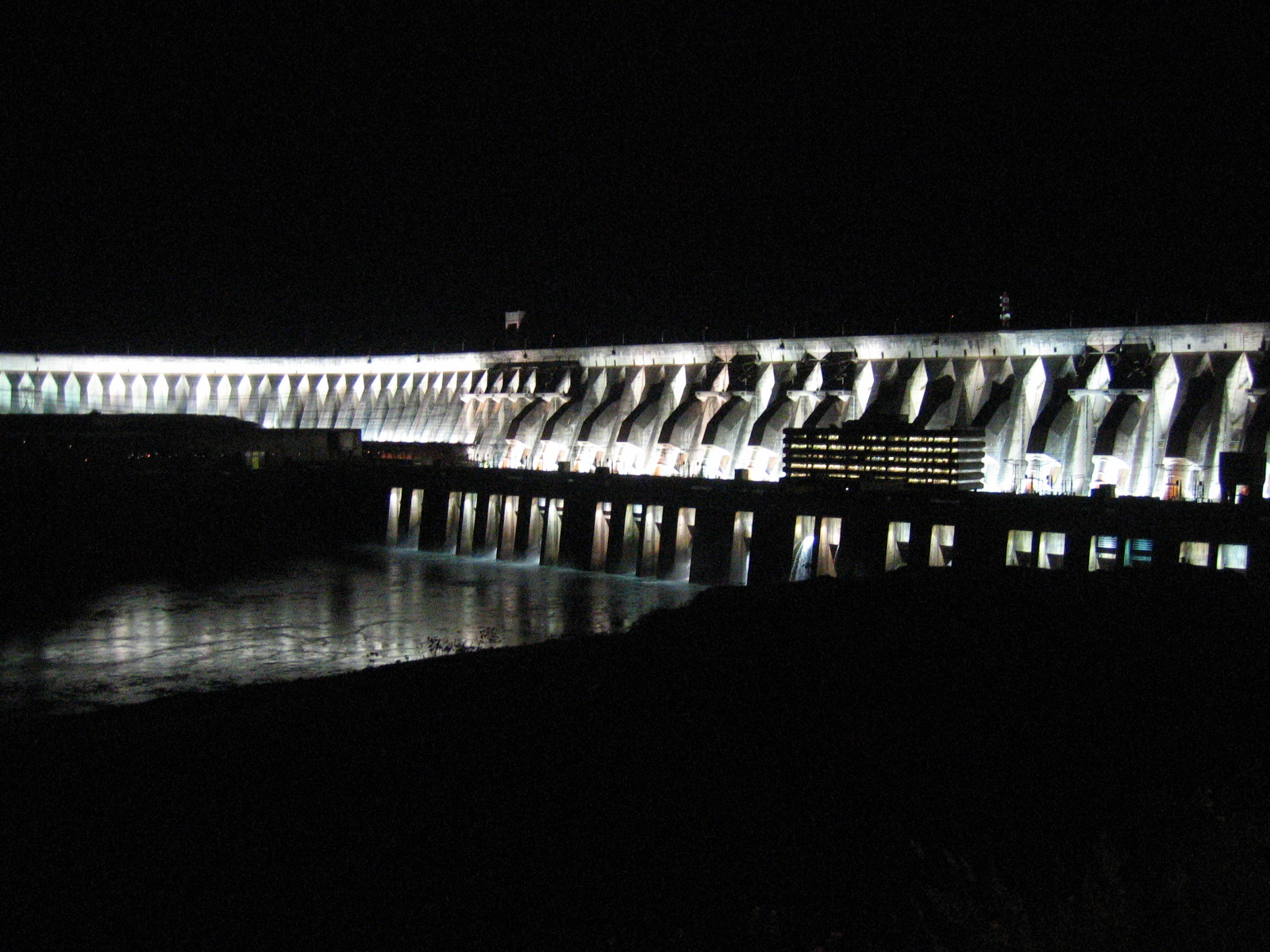
機能停止を起こしたイタイプダム。

2009年ブラジル・パラグアイ大停電（英: 2009 Brazil and Paraguay blackout）は、2009年11月10日火曜日の22時15分頃に発生し、ブラジルの広範囲とパラグアイの全域に被害をもたらした停電である。世界史上、第3位の規模に及んだ停電で、ブラジルでは6000万人の人々に影響を与えた。

## 停電
暴風雨で主要高圧送電線の変圧器3台がショートしたことが停電の発端となった。このショートで送電線が切断すると、イタイプダムの機能が完全に停止した。イタイプダムの機能停止は、完成から25年間の歴史で初めてのことであった。ブラジル当局が発表によれば、この停電でブラジル26州中18州に影響が及び、サンパウロ、リオデジャネイロ、ベロオリゾンテ、カンポ・グランデ、ヴィトーリアなどの都市に混乱を招いた。
メトロ鉄道網が完全に麻痺したことから数千人の乗客が足止めを喰らい、バス交通は膨大な乗客を前に混乱に陥ったほか、街路灯や信号機が使えなくなり、交通事故が相次いで報告された。停電は火曜日の22時15分頃に始まり、サンパウロなどで翌水曜日の2時45分頃まで続いた。一部の地域では深夜0時より前から次第に電力が回復していった。
ルイス・イナシオ・ルーラ・ダ・シルヴァ大統領は、非常事態委員会を設置し、停電の原因調査を開始させた。また、以前に国会が電力大臣を召喚し証言をさせたことがあったため、この停電は政治的混乱を招いた。

## 被害を受けた地域

### パラグアイ
パラグアイ全域が被害を受けた。

### ブラジル

ブラジルで停電の被害が及んだ地域
全域が被害を受けた州
一部が被害を受けた州

全域が被害を受けた州
- サンパウロ州
- リオデジャネイロ州
- マットグロッソ・ド・スル州
- エスピリトサント州

一部が被害を受けた州
- リオグランデ・ド・スル州
- サンタカタリーナ州
- パラナ州
- ミナスジェライス州
- マットグロッソ州
- ゴイアス州
- ロンドニア州
- アクレ州
- バイーア州
- セルジッペ州
- アラゴアス州
- ペルナンブーコ州
- パライバ州
- リオグランデ・ド・ノルテ州